# Piteur's Friends
 (juillet 2020).

Piteur's Friends est un album de Pierre Souchon sorti en 2010 sous le label Naïve Records. Le titre fait référence au film Peter's Friends.

## Titres
| No  | Titre                | Auteur                                        | Durée |
| --- | -------------------- | --------------------------------------------- | ----- |
| 1.  | Piteur's Friends     | Pierre Souchon-Charles Souchon/Pierre Souchon |       |
| 2.  | LAOT                 | Pierre Souchon                                |       |
| 3.  | Il et elle           |                                               |       |
| 4.  | Fil de fer           |                                               |       |
| 5.  | CLair de la Lune     |                                               |       |
| 6.  | Bonhomme Hélium      |                                               |       |
| 7.  | C'est quand demain ? |                                               |       |
| 8.  | Pour oublier         |                                               |       |
| 9.  | Mon cœur métronome   |                                               |       |
| 10. | La Croisière         |                                               |       |